# Rail Duala
Club Rail Douala w skrócie Rail Duala – kameruński klub piłkarski grający niegdyś w kameruńskiej pierwszej lidze, mający siedzibę w mieście Duala.

## Sukcesy
- Première Division[1]:
  - 3. miejsce (1): 1983/1984

- Puchar Kamerunu[2]:
  - finał (1): 1986

## Występy w afrykańskich pucharach
| Sezon | Rozgrywki                 | Runda | Kraj  | Klub           | Dom | Wyjazd | Dwumecz |
| ----- | ------------------------- | ----- | ----- | -------------- | --- | ------ | ------- |
| 1987  | Puchar Zdobywców Pucharów | 1     | Gabon | USM Libreville | 1–0 | 0–2    | 1–2     |

## Stadion
Domowe mecze klub rozgrywa na stadionie o nazwie Stade de la Réunification w Duali. Stadion może pomieścić 30000 widzów.

## Reprezentanci kraju grający w klubie
Stan na styczeń 2023.
| - Ephrem M’Bom - Nicolas Makon | - René N’Djeya - Pierre Njanka |